# 온미디어
온미디어(On Media)는 2011년 2월 28일까지 존속했던 대한민국의 복수방송채널사용사업자이다. 동양그룹이 세워 1995년에 개국한 투니버스가 모태이며, 이후 인수와 사업 확장을 거쳐 2000년에 온미디어가 본격적으로 출범하였다. 2001년에 동양그룹과 오리온그룹이 분할할 때 오리온그룹 쪽으로 넘어갔으나, 이후 2009년에 CJ오쇼핑으로 매각되어 CJ그룹에 편입되었다. 2011년에 CJ E&M으로 합병되면서 같은 회사의 방송사업부문으로 흡수되었다.

## 역사
1994년 12월 22일에 설립된 (주)오리온카툰네트워크를 모태로 2000년 6월 15일 설립되었다. 1999년에 대우그룹이 운영하던 영화 채널 DCN과, 중앙일보로 넘어왔던 영화 채널 캐치원, 바둑 전문 채널 바둑TV를 차례로 인수해 사세를 키웠으며, 슈퍼액션, 온스타일, 캐치온, 캐치온 플러스, 스토리온, OCN, 온게임넷, 바둑TV, 투니버스, OCN 시리즈 총 10개 채널을 케이블과 위성방송 (스카이라이프), S-DMB(TU미디어)에 공급하였다. 2004년 4월 1일 (주)투니버스를 흡수 합병하였다.
2008년 경기침체로 인해 광고수익이 악화되자, 온미디어는 새로운 수익 창출의 일환으로, 다각도의 연구를 거쳤고, IPTV 상용화를 위한 인터넷 멀티미디어 방송사업법이 국회를 통과하여, KT의 IPTV 서비스인 메가 TV(현 올레 TV 라이브)에 실시간 채널을 공급하기로 2008년 11월에 전격 합의하였다. 두 달 후, 온미디어의 모든 채널이 2009년 1월 1일부터 후발 업체인 SK브로드밴드 브로드 & TV (현 B TV), 마이 LG TV(현 U+ TV)와 협의 후, 송출을 개시하였다.
2008년 상반기부터 컴퓨터 게임 개발 업체 구름 인터랙티브와 손을 잡고 자사의 투니버스가 방송하던 개구리 중사 케로로를 소재로 케로로 파이터, 케로로 레이싱 등을 공동 개발했다.
2009년 12월 24일, CJ오쇼핑은 4344억 7930만원에 온미디어 지분 55.17%(경영권 포함)을 인수하기로 결정하였다고 발표했다. 2010년 8월 2일에는 CJ그룹으로의 편입이 완료되었는데, 이 때는 곧바로 CJ 계열의 방송사였던 CJ미디어 주식회사와 합병하지 않았다가, 2011년 3월 1일에 CJ E&M 주식회사로 합병하면서 같은 회사의 방송사업부문(CJ미디어를 승계함)으로 흡수되었다.

## 보유 텔레비전 채널 (2011년 2월 28일 기준)
- 투니버스: 애니메이션 작품 전문채널로, 온미디어(전 CJ E&M 현 CJ ENM)의 모체가 되는 채널이었다. 1995년 12월 1일에 개국했으며, 자체적으로 투니버스 성우극회를 꾸렸다.
- OCN: 영화 전문 채널로, 1995년 3월 1일에 개국할 당시에는 대우그룹 산하였으나, 대우의 경영난으로 1999년에 동양그룹에 인수돼 지금의 이름으로 바꾸었다.
- 수퍼 액션: 액션 영화 전문 채널로, 2001년 7월 1일에 OCN의 자매 채널인 OCN 액션으로 개국했다가, 2003년 4월 1일에 수퍼액션으로 변경후 2020년 3월 1일 구 OCN 쓰릴스로 현 변경했다.
- OCN 시리즈: 미국 텔레비전 드라마 전문 채널로, 2009년 1월 1일에 개국했다.
- 온게임넷: E스포츠 전문채널로, 2000년 7월 24일에 개국했으며 2015년 7월 24일에 OGN으로 변경했다.
- 캐치온: 별도의 유료 가입상품으로 운영하는 영화 전문 채널로, 1995년 3월 1일에 개국할 당시에는 캐치원이라는 이름으로 삼성물산이 운영했다가, 1999년 10월에 중앙일보가 삼성그룹에서 계열분리될 때 중앙일보 쪽으로 넘어갔다가 같은해 11월에 동양그룹이 인수했다. 2000년에는 타임워너 산하 HBO와 계약을 맺고 HBO의 대한민국 국내판으로 재출범했다가, 2002년 11월에 캐치온으로 바뀌었다.
  - 캐치온 플러스: 캐치온의 자매채널로, 2002년 2월 1일에 HBO 플러스로 개국했다가, 같은해 11월에 캐치온플러스로 바꾸었다.
- 바둑TV: 바둑 전문 채널로, 1995년 12월 1일에 개국, 이후 2016년 한국기원에 인수되었다.
- 온 스타일: 여성 대상 패션 및 생활 전문 채널로, 2004년 2월 2일에 개국했다.
- 스토리온: 2006년 2월 13일에 개국했을 때에는 영화채널을 표방했으나, 2007년에 중년여성대상 채널로 변경했으며 2015년 O tvn으로 바뀌었다.

#### 퀴니 (Qwiny)
2003년 1월에 개국해 2007년 2월까지 운영된 퀴즈및 게임채널이다. 초창기엔 퀴즈 프로그램을 KT의 ARS 서비스와 연동했고, ARS를 통한 수익으로 큰흑자를 냈으나, '사리 판단력이 미숙한 어린이들을 상대로 부당이득을 챙겼다'는 사행성문제가 계속 거론되어, 방송위원회(이후 방송 심의 기능이 현 방송통신심의위원회로 이관됨)의 시정조치를 받았다. 이후, 자체기획 프로그램 없이 투니버스와 온게임넷의 프로그램 위주로 편성되다가 2007년 2월 28일을 끝으로 폐국했고, 아날로그 케이블방송 대역은 그다음날에 스토리온이 차지했다.

#### 카툰 라이프 (Cartoon Life)
폐국되면서 투니버스가 흡수해버렸다.

## LG 지역 종합유선방송사업자
CJ 그룹이 온미디어를 인수하면서 전 CJ헬로비전 해체 LG헬로비전의 소유가 되었다.
- 대구 수성방송
- 대구 동구방송
- 한국케이블TV 영동방송
- 한국케이블TV 전남 동부방송

## 전 온미디어 CJ E&M 현 CJ ENM으로 흡수된 이후
온미디어가 2011년 3월 1일에 CJ E&M으로 완전흡수된 이후, 투니버스는 애니메이션 작품전문채널에서 일반적인 어린이 대상 채널로 변모했으며, 투니버스가 대한민국 내극장 개봉에 관여한 장편 애니메이션 영화의 배급 업무도 오리온그룹 산하 쇼박스에서 CJ엔터테인먼트로 이관됐다.
2015년 7월 24일에는 온게임넷이 OGN 분리 채널 CJENM의 산하 채널 아니다.으로 이름을 바꿨다. 2015년 9월 10일에는(구) 스토리온이 중장년층 대상채널인(구) O tvN tvN DRAMA으로 개편됐다. 2016년 4월에는 캐치온과 캐치온 플러스가 각각 캐치온 1과 캐치온 2로 이름을 바꿨다. 2017년 1월 1일에는 OCN 시리즈가 CJ E&M 소속 인터넷 개인방송인의 영상을 위주로 편성하는 (구) DIA TV (구) CH.DIA (현) CH.WIDE 분리 채널 CJENM의 산하 채널 아니다.로 개편됐다.
바둑TV는 2015년 12월 31일까지 같은 CJ E&M 계열이었던 넷마블의 바둑 플러스라는 온라인 게임과 연계해 운영되었다. 그러나 전 CJ E&M 현 CJENM의 산하 채널 아니다 및 한국기원의 갈등 끝에 2016년 1월 1일에 바둑TV의 운영권이 한국기원으로 인계됐다.